# Daniel Goetsch
Daniel Goetsch (* 20. September 1968 in Zürich) ist ein Schweizer Schriftsteller.

## Leben
Daniel Goetsch wuchs in Windisch und Nussbaumen auf. Sein Studium der Rechtswissenschaft an den Universitäten in Zürich und 
Toulouse schloss er mit dem Lizenziats-Grad ab. Seit 1995 ist er vorwiegend schriftstellerisch tätig. 2000 nahm er am Ingeborg-Bachmann-Wettbewerb in Klagenfurt teil.
Daniel Goetsch ist Verfasser von mehreren Romanen, Dramen und Hörspielen. Er ist Mitglied des Autorenverbandes Autorinnen und Autoren der Schweiz.
Er lebt heute in Berlin. Goetsch wurde 2017 erneut zum Ingeborg-Bachmann-Wettbewerb eingeladen.

## Werke
- Aspartam, Roman, Zürich 1999
- Blocker, Drama, Zürich 1999
- Mir, Monolog, Schauspielhaus Zürich 2001
- Kurzwelle, Drama, Kampnagel Hamburg 2001
- Ammen, Drama, Theater der Stadt Heidelberg 2003
- X, Roman, Zürich 2004
- Ben Kader, Roman, Zürich 2006
- Das Hotel hat ein Loch, Hörspiel für DRS1 2006
- Der Fleischgott, Hörspiel für den WDR 2007
- Herz aus Sand, Roman, Zürich 2009
- Kein Wort zu Oosterbeek, Hörspiel für den WDR 2010
- Der Pirat vom Bodensee, Hörspiel für den SWR 2012
- Ein Niemand, Roman, Stuttgart 2016
- Fünfers Schatten, Roman, Stuttgart 2018

## Rezeption
Das Portal femundo schreibt über den Roman Fünfers Schatten:

„Daniel Goetsch zeichnet ein lebendiges Bild seiner Heimatstadt in den Achtzigerjahren, als die Jugendkrawalle die Stadt erschütterten und die Kunstszene neue Ausdrucksformen suchte [...] Den bisweilen grau verhangenen [...] Episoden stellt der Autor den südlichen Charme seines Schauplatzes entgegen: Die Insel Porquerolles, mediterranes Naturschutzgebiet ohne Massentourismus ...“

## Auszeichnungen
- 1999: Ehrengabe des Kantons Zürich
- 2002: AutorenPreis des Heidelberger Stückemarkts für sein Theaterstück Ammen
- 2003: Werkbeitrag des Kantons Zürich
- 2007: Werkbeitrag von Pro Helvetia
- 2008: Stipendium von HALMA, dem europäischen Netzwerk literarischer Zentren
- 2014: Werkbeitrag des Aargauer Kuratorium